# Jan Mijtens
Jan Mijtens, född omkring 1614, död 1670 i Haag, var en nederländsk konstnär.

Matthijs Pompe van Slingelandt och hans familj, 1655 på Nationalmuseum i Stockholm)

Jan Mijtens var sannolikt lärjunge till sina farbröder Isaac Mijtens och Daniel Mijtens den äldre. Han blev medlem av Lucasgillet i Haag 1639. Mijtens var en av ståthållarhovet i Haag högst skattad porträttör. Hans verk präglas av den holländska traditionens realism.